# Berliet VDCE
Unter der Typenbezeichnung  Berliet VDCE wurden vom französischen Kraftfahrzeughersteller Berliet in Lyon 1936–37 ein mittlerer Hauben-Lkw in Serie hergestellt.

## Technik und Geschichte
Wegen des eingebauten wassergekühlten Vierzylinnder-Dieselmotors des Typs MDF4 mit rund 6 Litern Hubraum lief das Fahrzeug auch unter der Bezeichnung VDCE6. Es war steuerlich mit 15 CV eingestuft, die effektive Leistung ist nicht angegeben. Die Nutzlast betrug 3,5 Tonnen. Die übrigen technischen Daten -soweit überliefert- können der Info-Box entnommen werden.
Die allgemeine Betriebserlaubnis wurde am 13. Januar 1936 erteilt.
Für die Serienproduktion reserviert wurden die Chassisnummern 145751–146650 (900 Stück). Gebaut wurden 163 Stück 1936 und 116 Stück 1937, zusammen also 279 Stück. In diesen 279 Stück sind Fahrzeuge des Typs Berliet VDC6R eingeschlossen.

### Originalquellen
Eine Publikation, in der alle vor 1945 gebauten Berliet-Typen individuell abgehandelt wären, gibt es nicht. Neben der unten erwähnten Literatur wurde auf folgende in der Fondation Berliet verwahrte Originalunterlagen zurückgegriffen:
- "Fiches des Mines": Es handelt sich um die Unterlagen zur Erteilung einer allgemeinen Betriebserlaubnis, hierfür ist in Frankreich der "Inspecteur des mines" sachlich zuständig. Diese Unterlagen sind chronologisch geordnet und nummeriert. Nicht zu jedem Typ bzw. Variante gibt es entsprechende Unterlagen, teils, weil sie wohl als Untervarianten eines Typs verstanden wurden, für den eine gesonderte Erlaubnis nicht erforderlich war, teils wohl, weil diese Unterlagen im Laufe der letzten 100 Jahre verlorengegangen sind. Bei Militärtypen gibt es Hinweise, dass eine Betriebserlaubnis direkt durch militärische Dienststellen erfolgte, was entsprechende "fiches des mines" überflüssig machte. Die Quellenbezeichnung lautet: "Fiches No...."
- "Etat des véhicules utilitaires et autobus declares aux mines depuis 1920", eine 15-seitige Zusammenstellung vom 1. Dezember 1941, enthält insbesondere die reservierten Chassisnummernbänder, die jedoch vielfach nicht vollständig ausgeschöpft wurden, einige Typen bzw. Varianten werden nicht erwähnt, Quellenbezeichnung lautet: "Etat S..."
- "Nombre de véhicules construits de 1930 à 1942", siebenseitige Zusammenstellung der zwischen 1930 und 1942 gebauten Stückzahlen an Nutzfahrzeugen, erstellt wohl 1943, erste Seite teilweise irreparabel verderbt, teilweise werden mehrere Typen bzw. Varianten zusammengefasst, Quellenbezeichnung lautet: "Nombre S...."

### Sonstige Literatur
- Monique Chapelle: Berliet. 1. Auflage. EMCE, Saint-Chamond 2016, ISBN 978-2-35740-049-8.
- Christophe Puvilland: Berliet 1905–1978, toute la gamme omnibus, autocars, autobus et trolleybus. 1. Auflage. histoire&collections, Paris 2008, ISBN 978-2-35250-059-9.
- François Vauvillier: Tous les Berliet militaires 1914–1940, vol.1: les camions. histoire&collections, Paris 2019, ISBN 978-2-35250-496-2.